# Isola Bouvet
L'isola Bouvet (in norvegese Bouvetøya) è un'isola vulcanica sub-antartica, nel sud dell'Oceano Atlantico, a sud-sudovest del capo di Buona Speranza (Sudafrica). L'isola è una dipendenza territoriale norvegese dal 27 febbraio 1930, legittimamente riconosciuta in quanto non rientra all'interno della zona delimitata dal trattato Antartico, mentre l'Isola Pietro I è solo rivendicata essendo all'interno della zona del trattato Antartico, come anche i territori chiamati Terra della Regina Maud. È amministrata dal Dipartimento degli affari polari del Ministero della giustizia e della polizia, situato a Oslo. Il fuso orario è UTC+1 come la Norvegia.
È considerata l'isola più remota del mondo.

## Geografia
L'isola Bouvet si trova a una latitudine di 54°26' S e a una longitudine di 3°24' E. Occupa una superficie di 58,5 km², ed è quasi interamente coperta da ghiacciai. Non ha porti né approdi, solo ancoraggi al largo, ed è difficile da approcciare. I ghiacciai formano uno spesso strato di ghiaccio che si getta con alte pareti nel mare o sulle spiagge nere di sabbia vulcanica. Inoltre, i 29,6 km di costa sono spesso circondati dal pack. Il punto più alto dell'isola è chiamato "Olavtoppen" e si trova a 780 metri sul livello del mare. A poca distanza dalla sua costa si trova la piccola isola di Lars (Larsøya in norvegese).
L'isola Bouvet è considerata una delle isole più remote del pianeta. La terra più vicina, Terra della Regina Maud  nell'Antartico, si trova a 1 700 km a sud; l'isola Gough (Regno Unito) si trova a 1 600 km a nord. La località abitata più vicina è cape Agulhas in Sudafrica a 2 200 km a nord-est e si trova a 12 776 km a sud della Norvegia.
Il suo peculiare microclima è in via di mutamento a seguito del surriscaldamento terrestre.

## Storia
L'isola Bouvet venne scoperta il 1º gennaio 1739 da Jean-Baptiste Charles Bouvet de Lozier, che comandava le navi francesi Aigle e Marie. Comunque, la posizione dell'isola non venne determinata con precisione e Bouvet non circumnavigò la sua scoperta, così rimase incerto se si trattasse di un'isola o di parte di un continente. Egli battezzò il promontorio avvistato "cape de la Circoncision" e riferì che si trattava del primo lembo di terra del continente meridionale (Antartide). Essendo però quasi sempre coperta dai ghiacci e spesso celata da dense cortine di nebbia, l'isola non fu più avvistata da altre navi, o addirittura scambiata per l'enorme lastrone di un iceberg; da lì a poco fu catalogata come isola fantasma.
L'isola non venne riavvistata fino al 1808, quando venne individuata da un tale Lindsay, che era il capitano di una baleniera. Anche se non vi sbarcò, fu il primo a determinare correttamente la posizione dell'isola. Il primo sbarco risale al 1822, quando un certo capitano Morrell andò a caccia di foche sull'isola. Nel 1825, un certo capitano Norris sbarcò sull'isola, battezzandola Liverpool Island e reclamandola per la Corona britannica. Nel 1898, la spedizione tedesca Valdivia, di Carl Chun, visitò l'isola, ma senza sbarcarvi. La prima permanenza prolungata sull'isola si ebbe nel 1927, quando un equipaggio norvegese vi rimase per circa un mese; questa fu la base per la rivendicazione territoriale da parte della Norvegia il 1º dicembre 1927, che chiamò l'isola Bouvetøya (isola Bouvet in norvegese). Il Regno Unito cedette le sue pretese in favore della Norvegia l'anno successivo e l'annessione alla Norvegia avvenne il 23 gennaio 1928. Due anni dopo il 27 febbraio 1930 divenne una dipendenza territoriale norvegese.
Nel suo primo viaggio antartico (dal 25 gennaio al 1º maggio 1959) l'esploratore italiano Silvio Zavatti giunse sull'isola Bouvet.
Nel 1971, il 17 dicembre l'isola Bouvet e le acque territoriali adiacenti diventarono riserva naturale per decisione del governo norvegese. L'isola rimane disabitata, anche se una stazione meteorologica automatica vi venne installata nel 1977 dai norvegesi.

## I misteri che la riguardano
Nell'aprile del 1964 la rompighiaccio della Royal Navy HMS Protector raggiunse l'isola per investigare su una nuova formazione creata da un'eruzione vulcanica avvenuta circa dieci anni prima. Non lontano da Nyrøysa (dove oggi sorge la stazione meteorologica), la spedizione, con a capo il tenente capitano Allan Crawford, scoprì una scialuppa abbandonata semi affondata in un lago ghiacciato, con dei rifornimenti ancora a bordo. Né i passeggeri della scialuppa né i loro presunti corpi sono mai stati ritrovati. La quasi totale inaccessibilità dell'isola durante tutto l'anno (oltre al fatto che non vi siano rotte commerciali che comprendono un passaggio anche ravvicinato a Bouvet), resero questo ritrovamento un mistero a lungo irrisolto.
La probabile soluzione del mistero si trova nei resoconti della spedizione antartica sovietica del 1955-1958. La scialuppa fu utilizzata da un gruppo di una decina di scienziati e marinai sovietici della nave scientifica Slava-9, che sbarcarono sull'isola Bouvet il 27 novembre 1958, vi rimasero bloccati un paio di giorni per il maltempo e furono poi recuperati via elicottero due giorni dopo.
Il 22 settembre 1979, un test nucleare venne condotto tra l'isola Bouvet e le isole del Principe Edoardo. Il test venne rilevato da satelliti artificiali che individuarono un breve ma intenso lampo di luce; venne individuato anche del pulviscolo radioattivo da parte degli scienziati presenti nel Territorio Antartico Australiano. Nessuna nazione ha mai ammesso la responsabilità del test, anche se è largamente diffusa l'opinione che questo sia stato compiuto dal Sudafrica o da Israele. L'episodio è noto come incidente Vela.

## L'isola Bouvet nella cultura e nella tecnologia moderna
- Bouvet, chiamata in modo ridondante "isola Bouvetøya", è l'ambientazione del film del 2004 Alien vs. Predator.
- Nonostante sia disabitata, l'isola Bouvet possiede un suo TLD internet .no (.bv è allocato ma non utilizzato).
- Alcune spedizioni radioamatoriali si sono spinte fino a questa località remota. Il prefisso dei nominativi utilizzati a Bouvet è 3Y, lo stesso dell'Isola Pietro I.
- L'isola è sede di spedizioni anche da parte di viaggiatori estremi, come quella del 2015 – composta da membri del Travelers' Century Club – che si limitò a circumnavigarla[3].